# Roman Łabiński
Roman Łabiński (ur. 29 września 1924 w Podhorcach, zm. 21 marca 1988 w Warszawie) – pułkownik Sił Zbrojnych Polskiej Rzeczypospolitej Ludowej, wieloletni wysoki rangą oficer wywiadu wojskowego PRL.

## Życiorys
Syn Michała i Anny. Służbę w ludowym Wojsku Polskim rozpoczął 18 lutego 1944. W latach 1955–1960 odbył studia w Akademii Sztabu Generalnego WP im. gen. Karola Świerczewskiego. Od 1961 roku służył w Zarządzie II Sztabu Generalnego WP (wywiadzie wojskowym). W okresie od 15 lutego 1965 do 11 grudnia 1968 attaché wojskowy, morski i lotniczy przy Ambasadzie PRL w Bernie.  W 1972 roku ukończył kurs kierowniczej kadry szczebla operacyjno-taktycznego przy Akademii Sztabu Generalnego WP. Od 8.10.1973 do 22.06.1974 ukończył Podyplomowe Studium Służby Zagranicznej w Wyższej Szkole Nauk Społecznych przy KC PZPR. Jednocześnie od marca 1973 do października 1974 był szefem Oddziału IX Zarządu II Sztabu Generalnego WP. JOd 11 października 1974 do 19 maja 1977 attaché wojskowy przy Ambasadzie PRL w Holandii. W latach 1981–1983 komisarz wojskowy - pełnomocnik Komitetu Obrony Kraju na terenie Domu Słowa Polskiego. W latach 1978–1982 szef Oddziału V Zarządu II Sztabu Generalnego WP. W stan spoczynku przeszedł 20 czerwca 1985 roku w wieku 60 lat.
Był członkiem PPR i PZPR. Autor wydanej w 1972 roku nakładem Wydawnictwa MON książki Potomkowie Wilhelma Tella. 
Zmarł 21 marca 1988 roku. Pochowany na cmentarzu Powązki Wojskowe w Warszawie (kwatera H-13-30).

## Odznaczenia
- Krzyż Oficerski Orderu Odrodzenia Polski
- Krzyż Kawalerski Orderu Odrodzenia Polski
- Krzyż Walecznych
- Złoty Krzyż Zasługi
- Srebrny Krzyż Zasługi
- Medal 10-lecia Polski Ludowej
- Medal 30-lecia Polski Ludowej
- Medal 40-lecia Polski Ludowej
- Złoty Medal "Siły Zbrojne w Służbie Ojczyzny"
- Srebrny Medal "Siły Zbrojne w Służbie Ojczyzny"
- Brązowy Medal "Siły Zbrojne w Służbie Ojczyzny"
- Złoty Medal "Za Zasługi dla Obronności Kraju"
- Srebrny Medal "Za Zasługi dla Obronności Kraju"
- Brązowy Medal "Za Zasługi dla Obronności Kraju"
- inne odznaczenia